# Глория Грей
Глория Грей (англ. Gloria Grey), урожд. Мари Драгоманович (англ. Marie Dragomanovic; 23 октября 1909—22 ноября 1947) — американская актриса и кинорежиссёр, снявшаяся во множестве драмах в период немого кино и после.

## Карьера
Глория Грей родилась в 1909 году Портленде, в штате Орегон. Перед тем как начать карьеру в кино, Грей исполняла водевили авторства Гаса Эдвардса. Наибольший пик её актёрской карьеры пришёлся в 1920-х (в Голливуде) и в 1940-х (в Аргентине) годах. Дебютом Глории стал фильм 1923 года «Пожитки». В 1924 году она получила похвалу за участие в фильме «Девушка из Лимберлоста» и тогда же стала лицом компании WAMPAS Baby Stars. Также она снялась в телесериале Блейк из Скотланд Ярда.
На протяжении 1920-х годов она снялась в тридцати трёх фильмах, и в пяти испаноязычных фильмах, снятых в Аргентине в 1940-е годы, в частности «Снова в семидесятые» и «Фрагата Сармиенто». Однако внезапная болезнь и смерть оборвала её карьеру. Была замужем за писателем Рамоном Ромеро. Скончалась в 1947 году в Лос-Анджелесе, в штате Калифорния, после пяти месяцев продолжительной болезни. Ей было 38 лет. Похоронена на Вествудском кладбище в Лос-Анджелесе. Её пережили её муж, мать и дочь, Джой.

## Избранная фильмография
- Облачный любимец[англ.] (1928)
- Снова в семидесятые[англ.] (1945)